# Юссеф Малех
Юссеф Малех (італ. Youssef Maleh; нар. 22 серпня 1998, Кастель-Сан-П'єтро-Терме) — італійський і марокканський футболіст, півзахисник клубу «Лечче». На правах оренди грає за «Емполі».
Виступав за молодіжну збірну Італії. Гравець збірної Марокко.

## Клубна кар'єра
Народився 22 серпня 1998 року в місті Кастель-Сан-П'єтро-Терме. Вихованець футбольної школи клубу «Чезена».
У дорослому футболі дебютував 2017 року виступами на правах оренди за команду третьолігової «Равенни», в якій провів два сезони.
Влітку 2019 року продовжив виступи у друголіговій «Венеції», контракт з якою уклав ще роком раніше. Відіграв за венеціанську команду наступні два сезони в Серії B. Більшість часу, проведеного у складі «Венеції», був основним гравцем команди.
Останні півроку, проведені у «Венеції», захищав її кольори на умовах оренди з «Фіорентини», до якої приєднався на початку 2021 року за 700 тисяч євро. Сезон 2021/22 розпочинав вже у складі «фіалок», де відразу почав отримувати регулярну ігрову практику. По ходу сезону 2022/23, однак, виходив на поле дедалі рідше.
3 січня 2023 року був орендований клубом «Лечче», угода передбачала обов'язковий викуп прав на гравця у випадку збереження місця в Серії A за результатами сезону 2022/23. Відповідно, влітку 2023 року гравець за 5 мільйонів євро прижднався до «Лечче» на правах повноцінного контракту. А вже 30 серпня був відданий в оренду до «Емполі».

## Виступи за збірні
Протягом 2020—2021 років залучався до складу молодіжної збірної Італії. На молодіжному рівні зіграв у 5 офіційних матчах і забив 1 гол. Був включений до заявки команди на молодіжне Євро-2021, в іграх якого, утім, на поле не виходив.
Того ж 2021 року, маючи марокканське походження, прийняв виклик до лав національної збірної Марокко, в офіційних іграх за яку, однак, дебютував лише влітку 2023 року.

## Статистика виступів

### Статистика клубних виступів
Станом на 31 серпня 2023
| Сезон                  | Команда                | Чемпіонат              | Чемпіонат | Чемпіонат | Національний кубок | Національний кубок | Національний кубок | Континентальні кубки | Континентальні кубки | Континентальні кубки | Інші змагання | Інші змагання | Інші змагання | Усього | Усього |
| Сезон                  | Команда                | Ліга                   | Ігор      | Голів     | Ліга               | Ігор               | Голів              | Ліга                 | Ігор                 | Голів                | Ліга          | Ігор          | Голів         | Ігор   | Голів  |
| ---------------------- | ---------------------- | ---------------------- | --------- | --------- | ------------------ | ------------------ | ------------------ | -------------------- | -------------------- | -------------------- | ------------- | ------------- | ------------- | ------ | ------ |
| 2017–18                | «Равенна»              | C                      | 9         | 0         | КІ-C               | -                  | -                  | -                    | -                    | -                    | -             | -             | -             | 9      | 0      |
| 2018–19                | «Равенна»              | C                      | 21+2      | 1+0       | КІ-C               | 2                  | 0                  | -                    | -                    | -                    | -             | -             | -             | 27     | 1      |
| Усього за «Равенну»    | Усього за «Равенну»    | Усього за «Равенну»    | 32        | 1         |                    | 2                  | 0                  |                      | -                    | -                    |               | -             | -             | 34     | 1      |
| 2019–20                | «Венеція»              | B                      | 28        | 1         | КІ                 | 2                  | 0                  | -                    | -                    | -                    | -             | -             | -             | 30     | 1      |
| 2020–21                | «Венеція»              | B                      | 29+3      | 4+1       | КІ                 | 0                  | 0                  | -                    | -                    | -                    | -             | -             | -             | 32     | 5      |
| Усього за «Венецію»    | Усього за «Венецію»    | Усього за «Венецію»    | 60        | 6         |                    | 2                  | 0                  |                      | -                    | -                    |               | -             | -             | 62     | 6      |
| 2021–22                | «Фіорентина»           | A                      | 28        | 2         | КІ                 | 5                  | 1                  | -                    | -                    | -                    | -             | -             | -             | 33     | 3      |
| 2022-січ. 2022         | «Фіорентина»           | A                      | 7         | 0         | КІ                 | 0                  | 0                  | ЛК                   | 5                    | 0                    | -             | -             | -             | 12     | 0      |
| Усього за «Фіорентину» | Усього за «Фіорентину» | Усього за «Фіорентину» | 35        | 2         |                    | 5                  | 1                  |                      | 5                    | 0                    |               | -             | -             | 45     | 3      |
| січ.-черв. 2023        | «Лечче»                | A                      | 17        | 0         | КІ                 | -                  | -                  | -                    | -                    | -                    | -             | -             | -             | 17     | 0      |
| Усього за кар'єру      | Усього за кар'єру      | Усього за кар'єру      | 145       | 9         |                    | 9                  | 1                  |                      | 5                    | 0                    |               | -             | -             | 159    | 10     |

### Статистика виступів за збірну
| Дата      | Місто  | Господарі | Результат | Гості   | Турнір                                  | Голи | Примітки |
| --------- | ------ | --------- | --------- | ------- | --------------------------------------- | ---- | -------- |
| 17-6-2023 | Дурбан | ПАР       | 2 – 1     | Марокко | Відбір до Кубка африканських націй 2023 | -    |          |
| Усього    |        | Матчів    | 1         |         | Голів                                   | 0    |          |

| Дата       | Місто              | Господарі  | Результат | Гості    | Турнір                             | Голи | Примітки    |
| ---------- | ------------------ | ---------- | --------- | -------- | ---------------------------------- | ---- | ----------- |
| 3-9-2020   | Ліньяно-Сабб'ядоро | Італія     | 2 – 1     | Словенія | Товариський матч                   | -    | 46'         |
| 8-9-2020   | Кальмар            | Швеція     | 3 – 0     | Італія   | Кваліфікація молодіжного Євро-2021 | -    | 46'         |
| 12-11-2020 | Рейк'явік          | Ісландія   | 1 – 2     | Італія   | Кваліфікація молодіжного Євро-2021 | -    | 90+1' 90+3' |
| 15-11-2020 | Діфферданж         | Люксембург | 0 – 4     | Італія   | Кваліфікація молодіжного Євро-2021 | -    | 87'         |
| 18-11-2020 | Піза               | Італія     | 4 – 1     | Швеція   | Кваліфікація молодіжного Євро-2021 | 1    | 29' 57'     |
| Усього     |                    | Матчів     | 5         |          | Голів                              | 1    |             |